# Diarhabdosia strigipennis
Diarhabdosia strigipennis är en fjärilsart som beskrevs av William Schaus 1905. Diarhabdosia strigipennis ingår i släktet Diarhabdosia och familjen björnspinnare. Inga underarter finns listade i Catalogue of Life.